# 馬爾科維亞
馬爾科維亞（西班牙語：Marcovia），是洪都拉斯的城鎮，位於該國南部，由喬盧特卡省負責管轄，面積482.30平方公里，海拔高度14米，2001年人口37,824，人口密度每平方公里78.42人。
13°17′N 87°19′W / 13.283°N 87.317°W